# Can Segura (Mataró)
Can Segura és una masia de Mataró (Maresme) protegida com a bé cultural d'interès local.

## Descripció
Conjunt format per una masia del segle xii i una torre de principis de segle xx.
La masia és de planta baixa i pis amb coberta a dues aigües. Ha sofert ampliacions al llarg del temps. Sobre el rellotge de sol de la façana principal hi ha la data de 1917.
La torre, situada al costat de la masia, és de planta baixa pis, amb coberta a dues aigües i un cos central aixecat coronat amb una barana decorada amb florons.